# Енгордань
«Енгордань» (кат. Unió Esportiva Engordany) — професійний андоррський футбольний клуб із міста Ескальдес в паррокії Ескальдес-Енгордань, заснований 1981 року. Футбольна секція клубу виступає в Прімера Дівізіо.

## Досягнення
- Прімера Дівізіо
  -  Бронзовий призер (1): 2019/20

- Копа Констітусіо
  -  Володар (1): 2019
  -  Фіналіст (1): 2016

## Відомі тренери
- Жозеп Луїс Менгуал Прадес (2014)